# Pteropus samoensis
Pteropus samoensis is een vleermuis uit het geslacht Pteropus.

## Kenmerken
P. samoensis is een middelgrote vleerhond. De bovenkant van het lichaam is lichtbruin, met vele zilveren haren. De onderkant is bruin. De schouder en de bovenkant van de kop zijn lichtgeel. Er is geen staart. De kop-romplengte bedraagt 175 tot 200 mm, de voorarmlengte 126,4 tot 133,7 mm, de oorlengte 20,1 tot 23,0 mm en het gewicht 300 tot 410 g.

## Verspreiding
Deze soort komt voor in Samoa en Fiji, op de eilanden Nanuya, Ofu, Savai'i, Swains, Ta'u, Taveuni, Tutuila, Upolu, Vanua Levu, Viti Levu en mogelijk vroeger op 'Eua. De populaties in Fiji worden als een aparte ondersoort gezien, nawaiensis Gray, 1870. In Samoa is de soort bijna uitgestorven, maar in Fiji komt hij op veel plaatsen nog algemeen voor. Het dier is 's nachts actief in Fiji, maar overdag in Samoa. Waarschijnlijk is P. samoensis een monogame soort.

## Gallerij

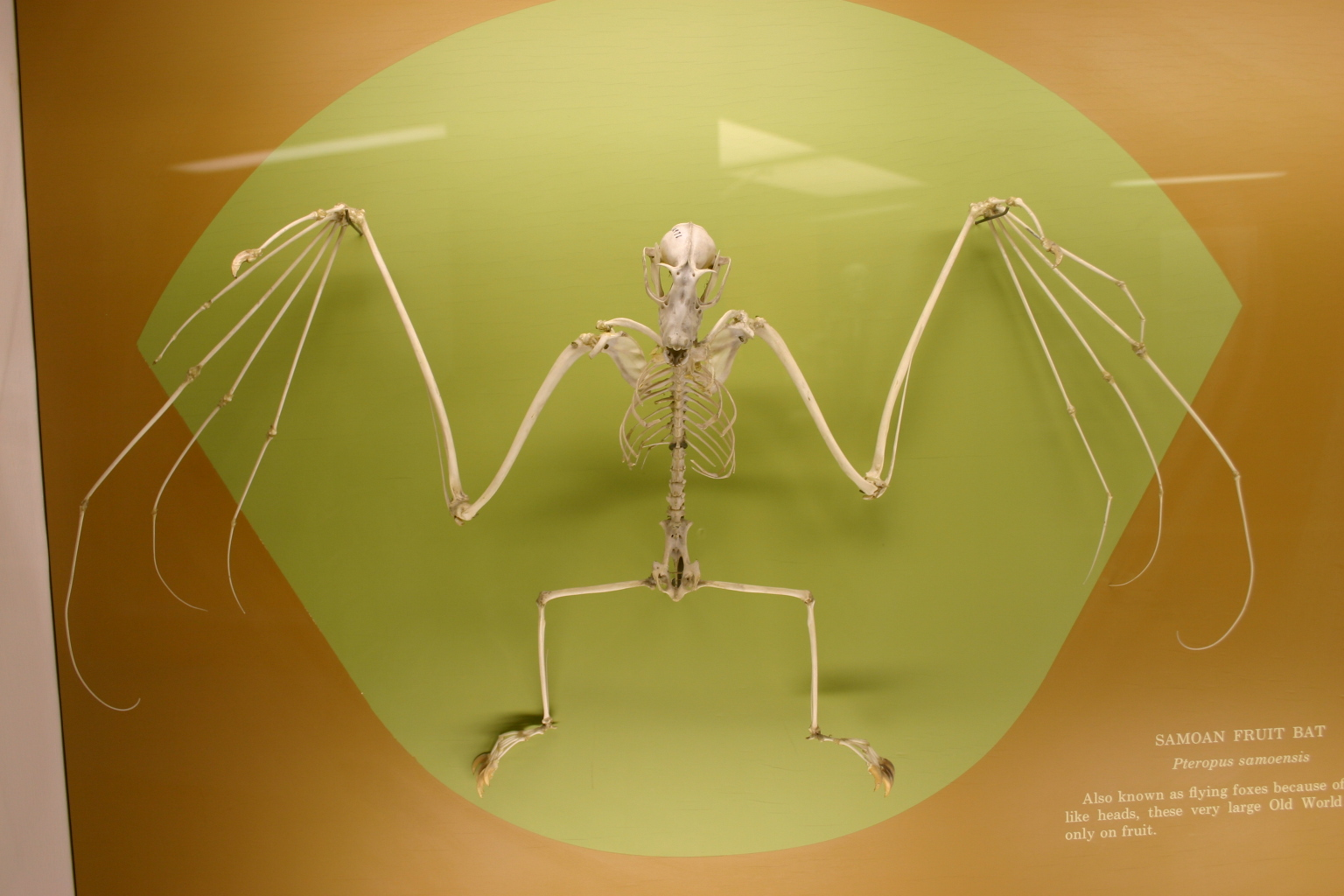
Skelet van Pteropus samoensis
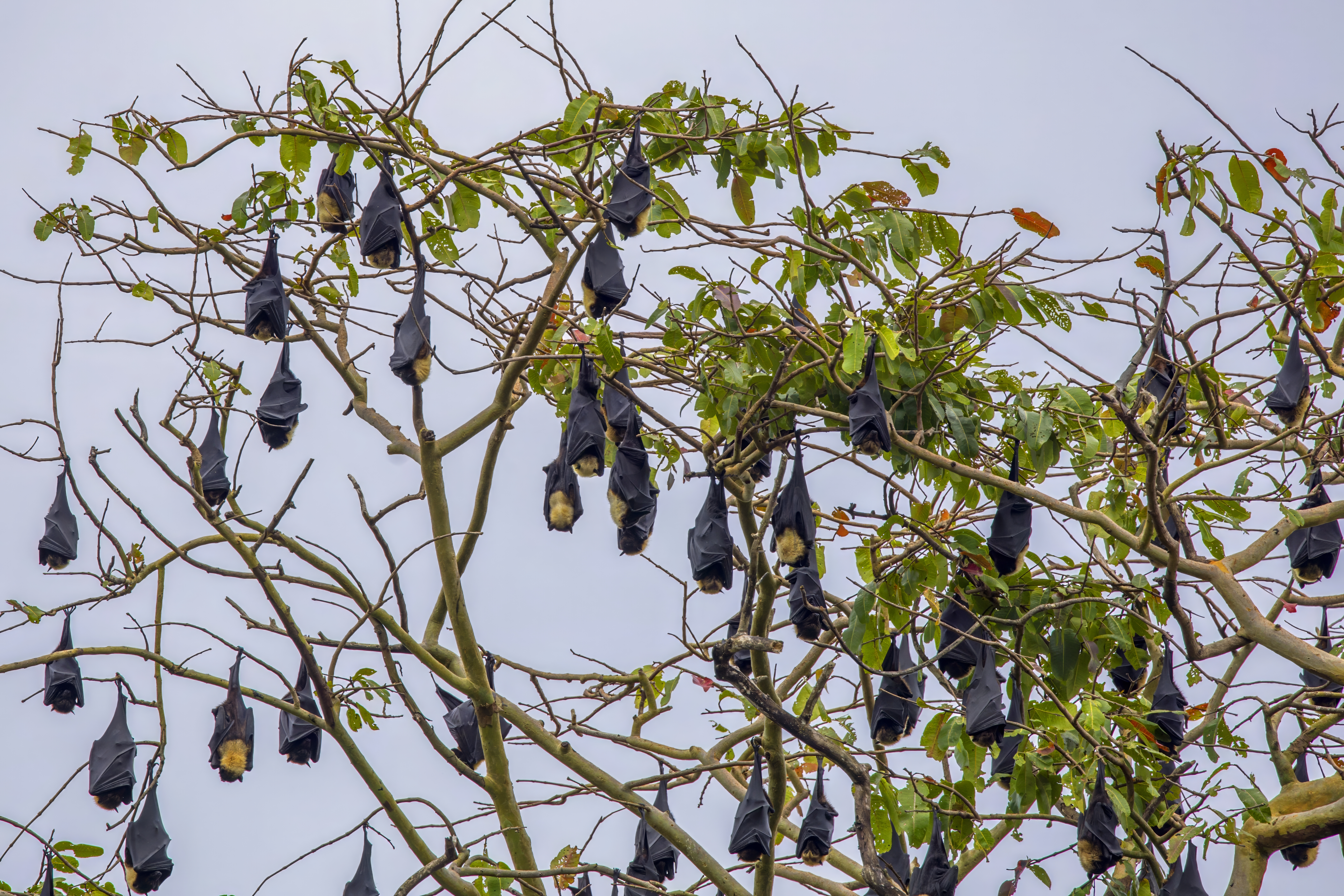
Een roestende kolonië Pteropus samoensis in Suva
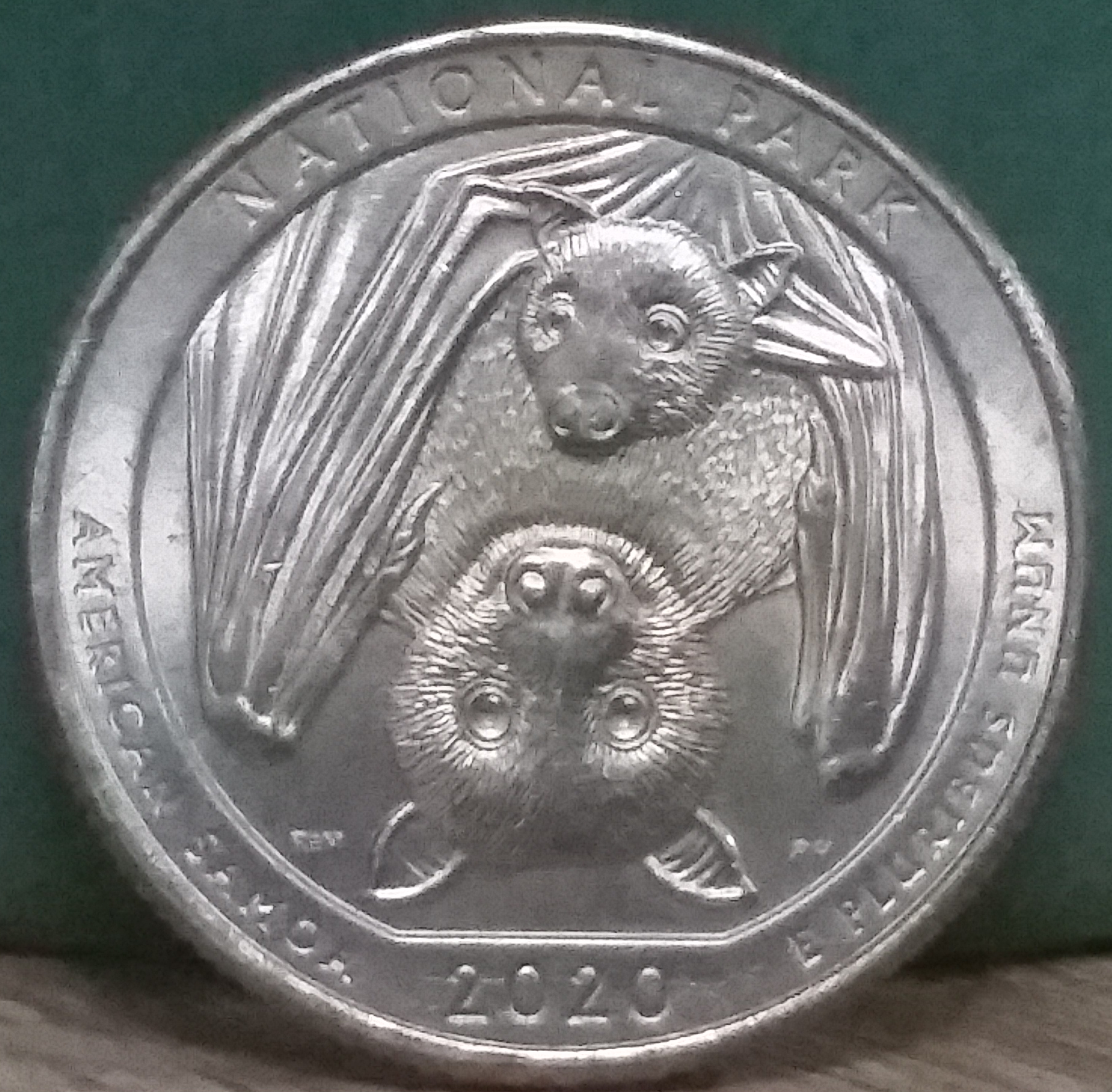
Een “2020 American Samoa Quarter” met een Pteropus samoensis op afgebeeld

Pteropus admiralitatum · Pteropus aldabrensis · Pteropus alecto · Pteropus anetianus · Pteropus aruensis · Pteropus brunneus · Pteropus caniceps · Halstervleerhond (Pteropus capistratus) · Pteropus chrysoproctus · Pteropus cognatus · Pteropus conspicillatus · Pteropus dasymallus · Pteropus faunulus · Pteropus fundatus · Vliegende vos (Pteropus giganteus) · Pteropus gilliardorum · Pteropus griseus · Pteropus howensis · Pteropus hypomelanus · Chuukvleerhond (Pteropus insularis) · Pteropus intermedius · Pteropus keyensis · Comorenvleerhond (Pteropus livingstonii) · Pteropus lombocensis · Pteropus loochoensis · Lyles vleerhond (Pteropus lylei) · Pteropus macrotis · Pteropus mahaganus · Pteropus mariannus · Pteropus melanopogon · Pteropus melanotus · Pohnpeivleerhond (Pteropus molossinus) · Pteropus neohibernicus · Zwarte vleerhond (Pteropus niger) · Pteropus nitendiensis · Pteropus ocularis · Pteropus ornatus · Pteropus pelewensis · Pteropus personatus · Pteropus pilosus · Pteropus pohlei · Grijskopvleerhond (Pteropus poliocephalus) · Boninvleerhond (Pteropus pselaphon) · Pteropus pumilus · Pteropus rayneri · Pteropus rennelli · Rodriguesvleerhond (Pteropus rodricensis) · Rode vleerhond (Pteropus rufus) · Pteropus samoensis · Pteropus scapulatus · Pteropus seychellensis · Pteropus speciosus · Pteropus subniger · Pteropus temminckii · Pteropus tokudae · Tongavleerhond (Pteropus tonganus) · Pteropus tuberculatus · Pteropus ualanus · Kalong (Pteropus vampyrus) · Pteropus vetulus · Pembavleerhond (Pteropus voeltzkowi) · Pteropus woodfordi · Pteropus yapensis